# مصفوفة مثلثية

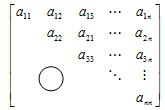

في الرياضيات وبالتحديد في الجبر الخطي، مصفوفة مثلثية (بالإنجليزية: Triangular matrix)‏ هي مصفوفة مربعة تكون فيها جميع العناصر التي تحت القطر مساوية للصفر وحينئذ تسمى مصفوفة مثلثية عليا أما حين تكون جميع العناصر التي فوق القطر مساوية للصفر فإنها تسمى مصفوفة مثلثية دنيا. ويكتسب هذا المفهوم أهمية قصوى في التحليل العددي لإن كل مصفوفة مثلثية سواء كانت عليا أو دنيا تمتاز بإنها تمتلك مصفوفة انعكاسية مما يحتم أن لديها حلا وحيدا للمنظومة بشرط أن لايكون أي عنصر من عناصر القطر مساويا للصفر. أما حين يكون عنصر واحد على الأقل من عناصر القطر مساويا للصفر فإن المصفوفة ليس لها حل أو أن لها مجموعة حلول لا نهائية. وتعد المصفوفة القطرية حالة خاصة من حالات المصفوفات المثلثية كما تعد مصفوفة الوحدة حالة خاصة من المصفوفة القطرية.

## الوصف
مصفوفة على الشكل
{\displaystyle L={\begin{bmatrix}\ell _{1,1}&&&&0\\\ell _{2,1}&\ell _{2,2}&&&\\\ell _{3,1}&\ell _{3,2}&\ddots &&\\\vdots &\vdots &\ddots &\ddots &\\\ell _{n,1}&\ell _{n,2}&\ldots &\ell _{n,n-1}&\ell _{n,n}\end{bmatrix}}}
تسمى مصفوفة مثلثية دنيا. وبشكل مماثل، مصفوفة على الشكل
{\displaystyle U={\begin{bmatrix}u_{1,1}&u_{1,2}&u_{1,3}&\ldots &u_{1,n}\\&u_{2,2}&u_{2,3}&\ldots &u_{2,n}\\&&\ddots &\ddots &\vdots \\&&&\ddots &u_{n-1,n}\\0&&&&u_{n,n}\end{bmatrix}}}
تسمى مصفوفة مثلثية عليا.

### أمثلة
ومن أمثلة المصفوفة المثلثية العليا ما يلي:
{\displaystyle {\begin{bmatrix}5&5&7\\0&9&2\\0&0&2\end{bmatrix}}}.
أما مثال المصفوفة المثلثية الدنيا فهو كالتالي:
{\displaystyle {\begin{bmatrix}4&0&0\\5&8&0\\9&5&2\end{bmatrix}}}.
وكل مصفوفة يقابلها مصفوفة معكوسة يمكن لها أن تتحول إلى مصفوفة مثلثية بعدة طرق منها تفكيك ع د أو الاختصار الغاوسي أو الأسلوب النأويبي وغيرها من الطرق التي كلها توصل إلى نفس النتيجة لإن المصفوفة ليس لديها سوى حل وحيد.